# Zentrale Militärische Dienststelle

Verbandsabzeichen der Zentralen Militärischen Dienststellen

Zentrale Militärische Dienststellen (ZMilDBw) waren militärische Dienststellen der Bundeswehr, die zentrale Aufgaben wahrnahmen und nicht zu einer der Teilstreitkräfte oder den Zentralen Sanitätsdienststellen gehörten. Bei der Aufstellung des militärischen Organisationsbereichs Streitkräftebasis im Oktober 2000 wurden sie in diesen eingegliedert. Die Bezeichnung wird nicht mehr verwandt.

## Unterstellung
Die zentralen militärischen Dienststellen unterstanden dem Stellvertreter des Generalinspekteurs der Bundeswehr, der zeitweise auch die Zusatzbezeichnung Inspekteur der zentralen militärischen Dienststellen der Bundeswehr führte. Er wurde in seiner Führungsverantwortung durch den Führungsstab der Streitkräfte unterstützt. Das Streitkräfteamt (anfangs Bundeswehramt) war als Höhere Kommandobehörde vorgesetzte Dienststelle für viele der zentralen militärischen Dienststellen. Andere unterstanden direkt dem Stellvertreter des Generalinspekteurs.

## Wichtige zentrale militärische Dienststellen
Folgende größere Dienststellen wurden beim Aufbau der Bundeswehr in den 1950er Jahren als zentrale militärische Dienststellen aufgestellt (heutige oder letzte Bezeichnung):
- Zentrum Innere Führung
- Führungsakademie der Bundeswehr
- Logistikschule der Bundeswehr (Hamburg)
- Bundessprachenamt (vormals Sprachenschule der Bundeswehr)
- Amt für Militärisches Geowesen
- Militärgeschichtliches Forschungsamt
- Logistikamt der Bundeswehr
- Amt für Fernmelde- und Informationssysteme der Bundeswehr (vormals Fernmeldeamt der Bundeswehr)
- Amt für den Militärischen Abschirmdienst